# Utolsó szavak (Így jártam anyátokkal)
Az Utolsó szavak az Így jártam anyátokkal című televízió-sorozat hatodik évadának tizennegyedik epizódja. Eredetileg 2011. január 17-én vetítették, míg Magyarországon 2011. szeptember 26-án.
Ebben az epizódban a banda részt vesz Marvin Eriksen temetésén. Marshallt nyomasztja, hogy az apjának mindenkihez jól felidézhető utolsó szavai voltak, csak hozzá nem.

## Cselekmény
Marshall apját a minnesotai St. Cloud-ban temetik, ahová mindannyian odautaznak. Ted szeretne vigaszt nyújtani a barátjának, de hirtelen rájön, hogy fogalma sincs, mit kellene tennie egy ilyen helyzetben. Lily is hasonló helyzetben van, míg Robin, aki már számos temetésen részt vett, pontosan tudja, kinek mire van szüksége, és gyakorlatilag bármit ki tud venni a táskájából, amit csak kérnek tőle. Mikor Lily meglátja az anyósát, aki két napja nem is evett és nem is aludt, elhatározza, hogy a kettejük rossz viszonya ellenére is segít neki. Barney szerint az a feladatuk Teddel, hogy mosolyt csaljanak Marshall arcára, ezért egy olyan videót próbálnak mutatni neki, amin mindig nevet. Maga Marshall elég feszült: először telefontöltőt keres (ami pont van Robinnak a táskájában). Majd kiderül, hogy a szertartáson nem az eredetileg felkért pap fog beszélni, egyéb elfoglaltsága miatt, hanem a fia, Trey. Trey volt az a srác, aki évekig terrorizálta Marshallt az iskolában, így még ez is nyomasztja. Később Trey megkérdezi mindenkitől, hogy mi volt Marvin utolsó szava hozzájuk. Judy és a többi gyereke mind csupa szép dolgokat mondanak – eközben Marshallnak egyáltalán nem ez volt a tapasztalata.
Először azt hiszi, hogy azt mondta neki utoljára, hogy a repülős kaja pocsék – ezt akkor mondta, amikor látogatóban volt náluk a gyerekvállalás kapcsán, és már búcsúzkodtak. Marshallnak aztán beugrik, hogy mégsem ez volt az utolsó: az apja felkiabált neki, hogy adjon egy esernyőt (egy nem szándékoltan rasszista felhanggal, miszerint kérjen a koreai szomszédjuktól, mert nekik biztos van). Marshall rossz kedvét Barney és Ted sem tudják feloldani. Aztán Marshallnak beugrik, hogy volt tovább is. Levitte nekik az esernyőt és megvárta velük a taxit. Ekkor az apja azt mondta neki, hogy feltétlenül nézze meg a Krokodil Dundee 3. című filmet, majd beszállt és elment. Marshall vigasztalhatatlan, hogy ezek voltak az apja utolsó, hozzá intézett szavai.
Közben Robin híre elkezd terjedni a gyászolók között arról, hogy mindent be tud szerezni, ami csak kell. Marshall telefonja feltölt, és ekkor észreveszi, hogy az apja hagyott neki egy hangüzenetet. Nem meri meghallgatni a felvételt, mert attól tart, hogy még annál is rosszabb, mint hogy nézze meg a Krokodil Dundee 3-at. A többiek bátorítják, így végül úgy dönt, hogy egyedül fogja meghallgatni. Eközben Lily elmeséli Barneynak és Tednek, hogy a segítsége ellenére Judy rárivallt, viszont utána rögtön kidőlt és elaludt, amivel elérte a célját. Ekkor jön vissza Marshall, aki azt mondja, hogy nem merte meghallgatni a felvételt. A többiek azt mondják neki, hogy hallgassa csak meg, mert nem számít, mit mondott az apja, hiszen szerette őt. Marshall erre megkérdezi tőlük, kinek mi lenne az utolsó szava a saját apjától, ha most meghalna. Ted felidézi, hogy amikor utoljára az apjával töltötte az időt, az elmondta neki, hogyan feküdt le a báli partnerével. Lily akkor beszélt az apjával, amikor az azt akarta, hogy hozza ki őt a börtönből és adjon kezdőtőkét az új "Adóelkerülés" című társasjátékához. Lily úgy tett, mintha üzenetrögzítő lenne, és letette a telefont. Robint az apja a születésnapján hívta fel utoljára, hogy elmondja, mennyire csalódott benne. Barney bevallja, hogy ő ugyan soha nem ismerte az apját, de amiről most beszéltek, az sokkal keményebb dolog ennél. Ekkor belép Judy, és megkérdezi, hogy ki adott a 15 éves Daphne kuzinnak alkoholt. Lily magára vállalja a balhét Robin helyett, így Judy mérgében enni kezd. Barney és Ted továbbra is próbálják Marshallt jobb kedvre deríteni, sikertelenül.
Marshall úgy gondolja, inkább mégsem hallgatja meg a hangposta-üzenetét. De amikor a szertartáson meghallja a többieket beszélni, kirohan, hogy mégis lejátssza. A többiek vele mennek. Hamar kiderül, hogy az üzenet igazából véletlen volt: a zsebe "hívta fel" Marshallt, az üzenet néma. A többiek próbálják őt vigasztalni, de Marshall elkeseredett, mert annyi minden után nem maradt neki semmi az apjából, csak egy statikus üzenet. Aztán csoda történik: a néma csend után Marvin szól bele a telefonba: bocsánatot kér Marshalltól, amiért véletlenül felhívta őt, és elmondja, hogy jól érezte magát náluk, és hogy szereti őt. Marshall meghatódik, mert az apja utolsó szava az volt hozzá, hogy szereti őt (ami nem teljesen igaz, mert az üzenet végén Marvin még azt is mondja, hogy kellene neki az a lábgombásodás elleni krém). Marshall boldogan megy vissza, és ő is megtartja a kis beszédét, amiben azt mondja, hogy az apja utolsó szavai azok voltak hozzá, hogy nézze meg a Krokodil Dundee 3-at. Jövőbeli Ted elmeséli, hogy Marshall végül úgy döntött, megtartja az apja igazi utolsó szavait magának. A temetés után pedig Judy és Lily is kibékülnek.
A szertartás után Marshall azt mondja, tényleg meg kellene nézniük a Krokodil Dundee 3-at, ami nagy meglepetésre ott van Robin táskájában. A többiek, akiket megérintett az egész, felhívják az apjukat, hogy elmondják nekik, hogy szeretik őket. Barney ezzel szemben az anyját hívja fel, és arra kéri, mondja meg neki, ki az igazi apja.

## Kontinuitás
- A temetésen felszolgált saláta ugyanaz az Eriksen Hétrétegű Saláta, ami "A pulykával tömött pocak" című részben is szerepelt.
- Lily és az anyósa közti feszült viszony "A Stinson család" című részben került először kifejtésre.
- Ted a "Villásreggeli" című részben tudta meg, hogy a szülei elváltak.
- Robin és az apja feszült viszonya a "Boldogan élek" című részben derült ki.
- Tedet az apja "T-Dawg"-nak hívja, ahogy egy gyenge pillanatában a "Definíciók" című részben is azt akarta, hogy az osztály így hívja.
- Lily apjának társasjáték-feltalálása a "Pofonadás 2: A pofon visszaüt" című részben szerepelt először.
- Barney ismét kamu történelemleckét tart.

## Jövőbeli visszautalások
- A következő epizódból kiderül, hogy Barney régebben írt egy levelet az apjának, amire nem kapott választ.
- Marshall "A kétségbeesés napja" című részig Minnesotában marad.
- Marshall és Lily végül Marvin után nevezik el a fiukat "A mágus kódexe" című részben.
- Lily és az anyósa azért később sem jönnek ki jól egymással, mint az "A piás vonat" és a "Legyen Ön is keresztszülő" című részekben látható.
- Mikor az "Örökkön örökké" című részben Ted megtudja, hogy Robin és Barney elváltak, megemlíti Barneynak, hogy ne kezdje el főzni a saját sörét és ne húzza meg a báli partnerét (a saját és az apja viszonyához hasonlítva azt)

## Érdekességek
- Amikor Marshall azt mondja, hogy az apja volt a legjobb barátja, Barney bólint. Normális esetben mindig kétségbe vonja, ha bárki azt állítja, hogy nem ő Ted vagy Marshall legjobb barátja, most átérezve a gyászt, egyetért ezzel.
- Barney azt állítja "A hétfő esti meccs" című részben, hogy ő egyedül temetésen nem visel öltönyt, itt mégis abban van.
- A "Bocs, tesó!" című rész alapján Tednek Karen volt a báli partnere, itt viszont azt mondják, hogy Donna Bromstead volt az.
- Amikor Robint megkeresi az egyik gyászoló férfi, a köztük zajló párbeszéd egy konkrét idézet "A remény rabjai" című filmből.
- Ebben az epizódban is Eric Braeden játszotta volna Robin apját, ahogy egyszer már megtörtént. Azonban amikor megtudta, hogy a szerepe mindössze 2 mondat lenne, visszalépett. Neil Patrick Harris ezért beszólt neki a Twitteren keresztül, amire Braeden visszaszólt, melyből kiderült, hogy azt sem tudta, hogy ő kicsoda. Végül Ray Wise játszhatta el a szerepet most, és később is.
- Az epizódot eredetileg egy héttel korábban vetítették volna, de éppen kegyeleti okokból elhalasztották (ekkor volt Amerikában a több halálos áldozattal járó tucsoni lövöldözés)
- A második évad kezdete óta ez az első és egyetlen epizód, ami rögtön a főcímzenével kezdődik.
- A jelenetet, amiben Marshall megtudja az apja utolsó szavait a hangpostán, többször is fel kellett venni, mert Jason Segel úgy sírt, hogy a szövegét nehezen lehetett érteni, és improvizálni is elkezdett.
- Ez egyike azon kevés epizódnak, amelyben nincs jelenet a bárban.